# Нові Бюрженери
Нові Бюржене́ри (рос. Новые Бюрженеры, чув. Çĕнĕ Пĕршенер) — присілок у складі Канаського району Чувашії, Росія. Входить до складу Новоурюмовського сільського поселення.
Населення — 387 осіб (2010; 356 у 2002).
Національний склад:
- чуваші — 100 %